# BMW K 1100 LT
La BMW K 1100 LT est une moto construite par BMW entre 1991 et 1998. Ce modèle Tourer a remplacé le prédécesseur K 100 LT, techniquement dépassé après cinq années de carrière. La K 1100 LT est la première moto BMW dotée d'un moteur en ligne à 4 soupapes d'une cylindrée allant de 987 cm3 à 1 092 cm3 et de la suspension arrière Paralever des versions K100 Sport et K1. Au lancement en 1991, il s’agissait du modèle le plus cher de la gamme de motos BMW avec un prix de base de 22 850 DM, disponible moyennant un supplément avec catalyseur régulé et commandé à partir de 1993 dans une série limitée «Édition spéciale» en tant que premier modèle BMW avec un système de freinage ABS de deuxième génération. La dénomination de vente, LT est l'acronyme de Luxus-Tourer. Le code d'usine interne est 89V2 et le numéro d'Identification du modèle 0526.

## Histoire et Technique
Les Tourer K 100 RT et K 100 LT furent vendues jusqu'en 1991 à plus de 37 000 exemplaires. Un succès suffisant pour prolonger ce concept, mais en renouvelant l'aspect technique dépassé du modèle et en améliorant ses performances. La demande des clients en matière d'agrément sur un modèle Grand Tourisme nécessitant un moteur atteignant des vitesses plus élevées avec plus de charges ne pouvait pas être atteinte avec le moteur à deux soupapes de 987 cm3 précédemment utilisé. Une base était possible avec un moteur à 4 soupapes de 1988 construit pour le modèle sportif K 1 et qui fut ensuite utilisé sur la K 100 RS 4V. Ce moteur offrait déjà de meilleures valeurs de cylindrée et devenait encore plus puissante en augmentant la cylindrée à 1 092 cm3. L’alésage passait de 67 à 70,5 mm alors que la course reste identique. La puissance nominale d'environ 100 ch, avec un couple maximal de 107 N m, fut bridée sur demande à 72 kW (98 ch), ce qui ne faisait toutefois aucune différence mesurable ou ressentit au guidon. Ce moteur était géré pour la première fois dans la K 1100 LT par le tout nouveau système Bosch Motronic 2.1 (2.2 à  partir de 1994) avec coupure d'injection de carburant à la décélération. Parmi les deux modèles sportifs, le bras oscillant Paralever a été adopté avec une jambe de force à gaz multi-ajustable, qui remplaçait le Monolever du modèle précédent et réduisait considérablement les réactions de couple et de changement de charge avec la transmission par arbre.

## Confort et équipements

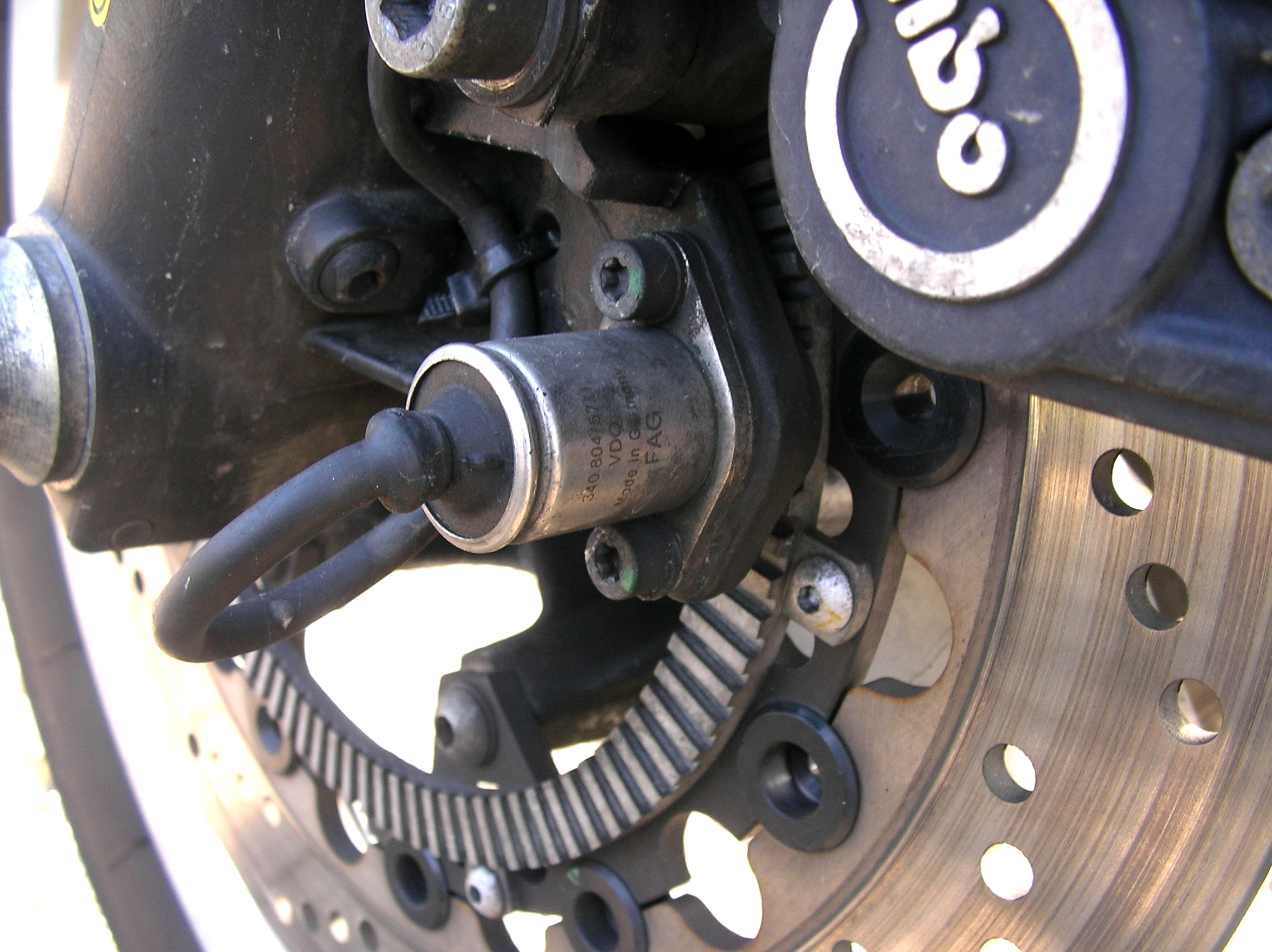
Capteur ABS sur la Roue avant

Extérieurement, le K 1100 LT ne semblait être qu'une légère modification du modèle précédent. Le carénage complet était un peu plus avancé vers l'avant, mais venait davantage autour du moteur à l'arrière. Cela apportait une meilleure protection contre le vent avec un léger dégagement pour les jambes du pilote. Le pare-brise auparavant rigide était remplacé par un élément réglable électriquement, le Top-case plat supérieur par un espace de stockage de 35 litres qui était aussi facilement amovible que les deux valises latérales. La liste complète des équipements supplémentaires comprenait un catalyseur régulé, un ABS I de première génération (II à partie de 1994), des poignées en caoutchouc mousse ou chauffantes, un lecteur de cassettes radio avec télécommande sur le guidon, des prises de courant 12 V supplémentaires, des barres de protection latérale et un système d'alarme. Avec un équipement complet, le poids de la machine passait de 290 kg à plus de 300 kg et le prix total en 1992 était d'environ 28 500 DM.

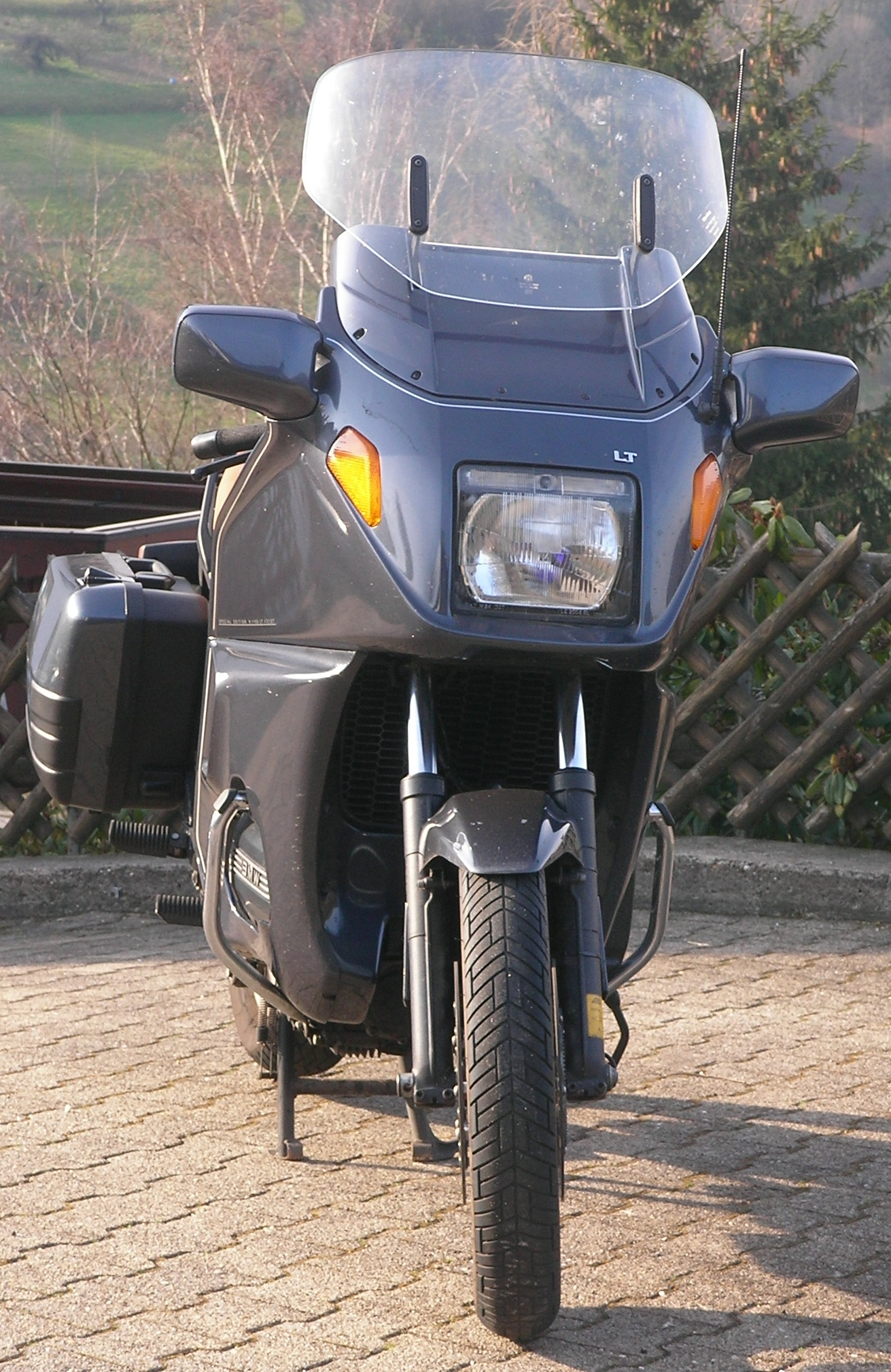
Vue de face avec le pare-brise réglable

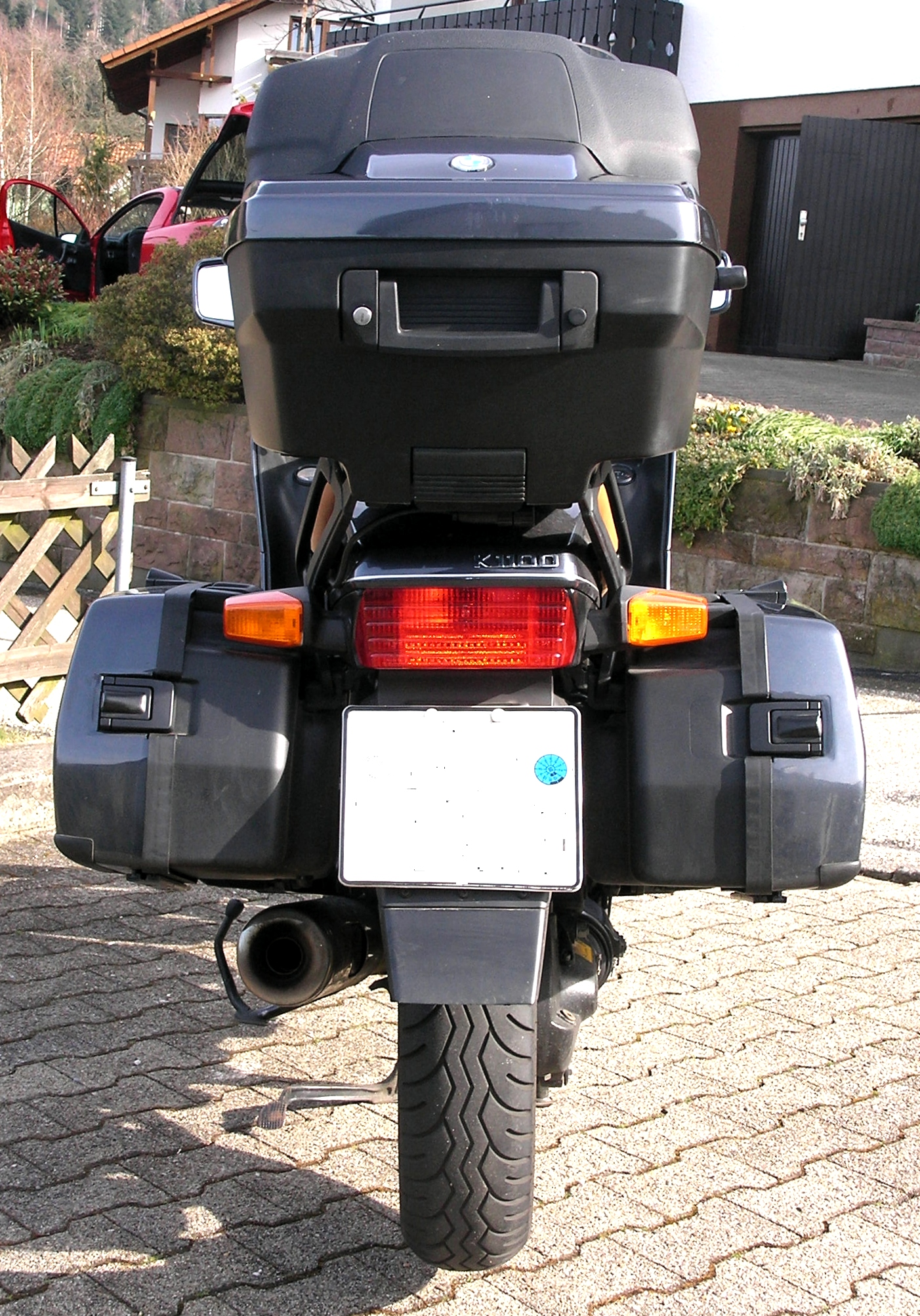
Vue arrière d'un K 1100 LT SE

## Modèles spéciaux
En 1993 et 1994, une série limitée et numérotée "Édition spéciale" (SE) était proposée. Elle comportait des accessoires supplémentaires et fonctionnait pour la première fois avec le système ABS II plus perfectionné et plus sensible. En outre, la valise supérieure à 9 kg était équipée d’un dossier passager et de deux haut-parleurs supplémentaires pour la chaîne hi-fi standard. En principe, un convertisseur catalytique régulé était également standard, mais la K 1100 LT SE pouvait également être commandée sans ce dernier. L'équipement complet entraînait un avantage de prix d'environ 500 DM par rapport à un modèle de production entièrement équipé des mêmes options.
En 1997, la version "Highline" fut proposée. Pour 29 600 DM, elle était équipée de la même manière que la SE quatre ans plus tôt, mais avec des caractéristiques visuelles supplémentaires telles que des couleurs spéciales et des pièces de moteur et de suspension polies et chromées. 

## Pratique
Avec un poids total augmenté de 20 kg par rapport à la K 100 LT, la K 1100 LT faisait déjà partie des "Super-Toureurs" de son époque, mais ne donnait pas l'impression d'être particulièrement encombrant en conduite. Cela était dû au centre de gravité relativement bas grâce à la position d’installation du moteur et à la roulette de la fourche télescopique à roue avant classique, qui offrait une bonne maniabilité dans les virages mais une stabilité en ligne droite dégradée à des vitesses élevées. BMW recommandait dans le manuel fourni, de ne pas dépasser 130 km/h avec des valises montées, car la moto risquait de devenir instable. En pratique, cependant, le principal responsable - en particulier pour les modèles spéciaux - était la grosse et lourde valise supérieure qui rendait la conduite potentiellement dangereuse. Les valises latérales seules, grâce à leur forme aérodynamique et à leur montage près du centre de gravité n’affectaient pas de manière significative la stabilité ni la vitesse maximale.
Le poids élevé et le centre de gravité déplacé par le carénage et le top-case lors des manœuvres en position debout étaient toutefois gênantes. La répartition du poids, relativement lourde à l’avant, était également perceptible dans les virages avec un léger sous-virage. Le rayon de virage réel semblait souvent plus grand que le rayon prévu. Avec un poids total autorisé important même le moteur le plus puissant atteignait ses limites. Dans des tests comparatifs, les journalistes remarquèrent également le couple réduit. Malgré le rapport de transmission plus court par rapport à la version sportive K 1100 RS, le passage dans les rapports 4 et 5 était pire que sur les motos concurrentes. Les vibrations à haute fréquence du quatre cylindres en ligne installé à l'horizontale firent également l'objet de critiques avec notamment des poignées en caoutchouc mousse disponible seulement en option. Le refroidissement par eau montra aussi quelques faiblesses. Malgré le ventilateur contrôlé par thermostat, la température de l'eau de refroidissement pouvait fortement augmenter en cas de pleine charge prolongée ou de ralenti fréquent (par exemple, dans les embouteillages et les températures ambiantes élevées). Cela pourrait entraîner une accumulation de chaleur derrière le capotage du moteur et perçu comme désagréable au niveau de la jambe du pilote.
D'autres éléments furent cependant appréciés avec un confort sur de longues distances (également à deux personnes), l'amortissement et la précharge réglables en fonction de la charge de l'amortisseur, l'espace de stockage important d'environ 100 litres, le réservoir longue distance de 22 litres, le faible entretien requis par l'entraînement à cardan, la stabilité mécanique et la durabilité de la moto. Jusqu'à la fin du modèle en 1998 (en partie en parallèle avec le successeur K 1200 LT), 22 757 exemplaires furent produits .
Les modèles concurrents étaient les Touring Kawasaki GTR 1000, BMW R 1100 RT, Honda ST 1100 Pan European et Yamaha FJ 1200.

## Sport automobile
Le moteur, qui a d'abord été installé dans la K 1100 LT, puis dans la K 1100 RS, a également servi de base à la Formula BMW pendant plusieurs années. Dans cette formule monotype le moteur atteignait la puissance de 130 ch. À partir de 1997, le moteur de la K 1200 RS de 140 chevaux lui a succédé.

## Cyclisme
Dès le début et durant presque une décennie après la fin de la série, la K 1100 LT était et encore souvent utilisée comme moto caméra en direct et moto de reportage en cyclisme. Par exemple sur le Tour de France  ou sur le Tour d'Allemagne. Les caractéristiques pertinentes ici sont la stabilité en fonctionnement à deux personnes, la grande autonomie, son poids inférieur par rapport à la K 1200 LT, et sa plus grande maniabilité.

## Données techniques (Version ouverte)

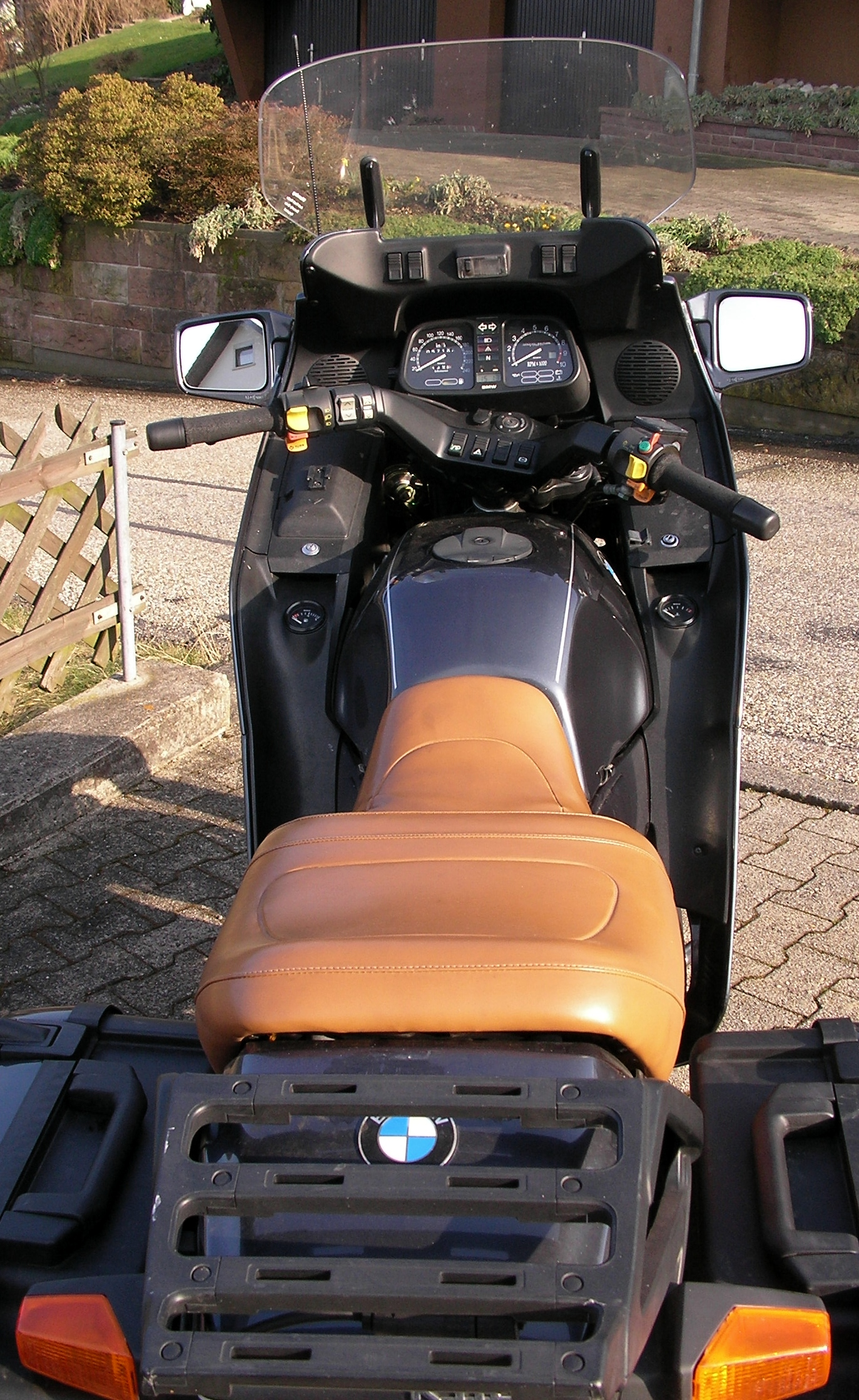
Selle confort et cockpit d'une "Special Edition"

| Moteur                       | 4 Cylindres en ligne à Injection, refroidi par eau, gestion hydraulique des soupapes               |
| Cylindrée                    | 1 092 cm3                                                                                          |
| Puissance                    | 74 kW (101 ch) à 7 500 tr/min                                                                      |
| max. Couple                  | 107 N m à 5 500 tr/min                                                                             |
| Transmission                 | Simple embrayage à sec, prise constante boîte de vitesses à cinq vitesses, transmission par Cardan |
| Vitesse de pointe            | environ 215 km/h                                                                                   |
| Accélération de 0 à 100 km/h | 4,2 Secondes                                                                                       |
| Passage 60-140 km/h en 5e    | 10,5 Secondes                                                                                      |
| Consommation                 | 4,9 l/100 km (à vitesse constante de 90 km/h) 5,8 l/100 km (à vitesse constante de 120 km/h)       |
| Prix                         | 29.600 DM (Edition "Highline")                                                                     |

## Liens
- Tobias & Ralph Hollwedel: Dossier. Dans: bma-magazine, Édition 03/2003.
- Peter Loreck: Vue d'ensemble de la K 1100-Série. Dans: flyingbrick.de.
- Ulf Boehringer: Tourenmaschine avec de grandes Réserves. Dans: Süddeutsche Zeitung. 29. Avril 1992.